# Дони-Храшчан
Дони-Храшчан (хорв. Donji Hrašćan, венг. Harastyán) — населённый пункт в Хорватии, в Меджимурской жупании. Посёлок состоит в общине Доний Кралевец.

## История
В 1478 году поселение впервые упоминается под именем «Haraschan» (Харащан). Этимология названия берёт начало от хорватского слова «hrast», что в переводе на русский язык значит  «дуб». Посёлок был так назван в честь обширных дубовых лесов, которые находились в этом регионе.
До 1918 года Дони-Храшчан принадлежал Австро-Венгрии. После 1918 поселение вошёл в состав Королевства сербов, хорватов и словенцев. С 1941 по 1945 год поселение вошло в состав Венгрии. После окончания Второй мировой войны поселение вошло в состав СФРЮ.

## Население
По данным 1786 года в поселении насчитывалось 25 домов, в которых проживало 29 семей, или 181 житель, из них 86 женщин и 95 мужчин. Из них было 13 дворян и 1 ремесленник. В 2001 году в посёлке проживало 508 человек. Население по данным переписи 2011 года составило 547 человек.
Демографические изменения с 1857 по 2011 год приведены в таблице ниже: